# Marcali
Marcali est une ville et une commune du comitat de Somogy en Hongrie.